# Шаміла Когестані
Шаміла Когестані (нар. 1988, Кабул, Афганістан) — афганська футболістка та захисниця прав жінок у спорті. Колишній капітан жіночої збірної Афганістану з футболу.

## Життєпис
Відвідувала школу-інтернат при Академії Блера в Блерстауні, штат Нью-Джерсі у США. У 2007 році відзначилася шістьма голами на першому жіночому турнірі. У 2006 році стала лауреаткою премії Кураж Артура Еша.
Когестані їздила до США у 2004 році у складі футбольної клініки, організованої Афганською молодіжною спортивною біржею (програма, заснована Авістою Аюбом). На початку 2006 року вона брала участь у клініці програми в Кабулі. У 2006 році відвідувала Академію футбольного лідерства Джулі Фуді (JFSLA) у Гайтстауні, штат Нью-Джерсі. Після закінчення академії Блера Когестані продовжила навчання в Університеті Дрю в Медісоні, штат Нью-Джерсі, який закінчила 2012 року.
Як захисниця спорту, Шаміла Когестані розповіла про важливість сокеру/футболу та про те, як це надало їй та її команді повноваження руйнувати гендерні стереотипи та творити історію в розореній війною країні. Когестані активно розповідала про проблеми жінок по всьому світу та про можливості, якими можуть змінити життя заняття спортом. Вона виступала в середніх школах, університетах, а також на конференціях та заходах зі збору коштів у США. Промови Когестані зосереджені на тому, як футбол та інші види спорту можна використовувати для просування гендерної рівності та зміцнення довіри до молодих жінок у всьому світі.